# Mina Assadi
Mina Assadi (persisch مینا اسدی‎ anhörenⓘ; * 12. März 1943 in Sari, Iran) ist eine iranische Lyrikerin und Autorin, die seit 1978 in Schweden im Exil lebt. Sie ist für das Schreiben über kontroverse und provokative Themen, besonders wenn sie den Kampf gegen das iranische Regime beschreibt, bekannt. 

## Leben
Mina Assadi veröffentlichte ihr Debüt-Buch Minas Gift im Alter von 18 Jahren. Danach arbeitete sie als Journalistin für iranische Zeitschriften und schrieb Beiträge für die Tageszeitung Keyhan. Im Jahr 2007 schrieb sie das Gedicht Pimps (Djakesha), das kontrovers diskutiert und von vielen Lesern als zu vulgär empfunden wurde. Das Gedicht handelt von jenen im Iran und im Exil, die den Kampf vergessen haben zu leben.
Mina Assadi hat Texte für iranische Sänger wie Ebi (Halah), Dariush (Zendegi jek Basie und Ahay javoon), Hayedeh (Onkeh jek rosi barajeh man khoda bod), Giti (Oje parvaz), Ramesh (To aftabi, to baroni) und Nooshafarin (Koh he ghavei) verfasst.
Ihre Schriften werden mit zeitgenössischen persischen Autoren wie Forugh Farrochzad, Simin Behbahani und Parvin E'tesami verglichen sowie mit den Texten von Karl Vennberg und der schwedischen Lyrikerin Edith Södergran. 
Sie hat bisher 14 Bücher in persischer Sprache publiziert, von denen das Buch Wer wirft Steine (Che kasi zang miandazad) die größte Beachtung fand. 

## Auszeichnungen
Im Jahr 1996 gewann sie den Hellman/Hammett Grant der Organisation Human Rights Watch in New York. 